# Ilha dos Valadares
Ilha dos Valadares är en ö i Brasilien.   Den ligger i delstaten Paraná, i den södra delen av landet, 1 100 km söder om huvudstaden Brasília.
I omgivningarna runt Ilha dos Valadares växer i huvudsak städsegrön lövskog. Runt Ilha dos Valadares är det ganska tätbefolkat, med 111 invånare per kvadratkilometer.